# 키알라그빅산

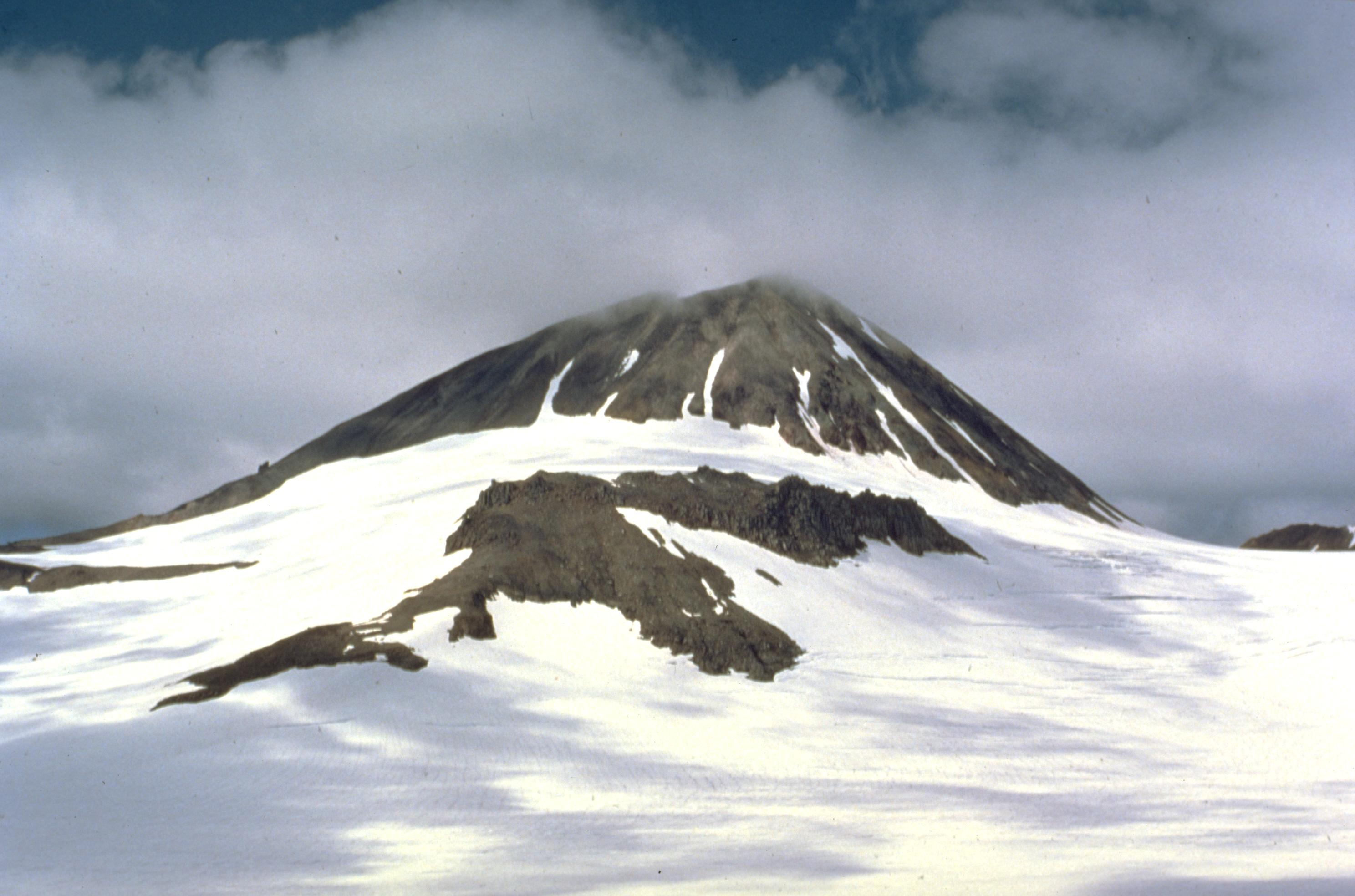

키알라그빅산(Kialagvik)은 미국 알래스카주에 있는 성층 화산이다.